# Вавилон (фільм, 2006)
«Вавилон» (англ. Babel) — психологічна драма мексиканського режисера Алехандро Гонсалеса Іньярріту, завершальний фільм у його «трилогії смерті», куди також увійшли стрічки «Сука-любов» (2000) і «21 грам» (2006). Прем'єра фільму відбулася 23 травня 2006 року на Каннському кінофестивалі, де він отримав приз за найкращу режисуру. Також стрічка здобула «Золотий глобус» як найкращий фільм року та отримала «Оскар» за найкращу музику.

## Сюжет
У фільмі переплітаються чотири сюжетні лінії про родини зі США, Мексики, Марокко і Японії. Американське подружжя Сьюзен (Кейт Бланшетт) і Річард (Бред Пітт) подорожують по Марокко. Водночас їхні діти залишилися вдома під наглядом няні-мексиканки Амелії, яка вирушає на весілля до свого сина разом із племінником Сантьяго. Паралельно розгортається історія глухонімої японської дівчинки, яка страждає від самотності й непорозумінь з батьком. Історії цих незнайомих між собою людей пов'язані, оскільки японець подарував марокканцеві гвинтівку, а та потім вистрелила.

## У ролях

### Марокко
- Бред Пітт — Річард Джонс
- Кейт Бланшетт — Сьюзен Джонс
- Мохамед Ахзам — Анвар
- Пітер Вайт — Том
- Гаррієт Волтер — Лілі
- Майкл Мелоні — Джеймс

### США / Мексика
- Адріана Барраза — Амелія
- Гаель Гарсія Берналь — Сантьяго
- Ель Феннінг — Деббі Джонс
- Натан Гембл — Майк Джонс
- Кліфтон Коллінз — офіцер поліції на кордоні
- Майкл Пенья — офіцер Джон

### Японія
- Рінко Кікучі — Чієко Ватая
- Кодзі Якусьо — Ясухіро Ватая
- Сатоші Нікайдо — детектив Кенджі Мамія
- Юко Мурата — Мітсу

## Нагороди
Загалом фільм отримав 27 нагород і 75 номінацій, зокрема:
- Оскар:
  - Найкраща музика (Густаво Сантаолалья)
  - Найкраща режисура (номінація)
  - Найкращий монтаж (номінація)
  - Найкращий фільм (номінація)
  - Найкраща акторка другого плану (номінація)
  - Найкращий оригінальний сценарій (номінація)
- BAFTA:
  - Найкраща музика (Густаво Сантаолалья)
  - Найкращий монтаж (номінація)
  - Найкраща робота оператора (номінація)
  - Найкращий фільм (номінація)
  - Найкращий оригінальний сценарій (номінація)
  - Найкращий звук (номінація)
- Каннський кінофестиваль:
  - Приз за найкращу режисуру
  - Приз екуменічного журі
  - Технічне гран-прі
  - Номінація на Золоту пальмову гілку
- Номінація на Сезар як найкращий іноземний фільм
- Золотий глобус:
  - Найкращий фільм-драма
  - Найкраща режисура (номінація)
  - Найкраща музика (номінація)
  - Найкращий актор другого плану (номінація)
  - Найкраща акторка другого плану (номінація)
  - Найкращий сценарій (номінація)
- Номінація на Греммі за найкращу звукову доріжку

## Касові збори
Під час показу в Україні, що розпочався 1 лютого 2007 року, протягом перших вихідних фільм зібрав $96,352 і посів 1 місце в кінопрокаті того тижня. Фільм опустився на третю сходинку українського кінопрокату наступного тижня і зібрав за ті вихідні ще $57,814. Загалом фільм в кінопрокаті України пробув 3 тижні й зібрав $239,860, посівши 61 місце серед найбільш касових фільмів 2007 року.